# کی فلدر
کی فلدر (انگلیسی: Kahlil Ameer "Kay" Felder, Jr.؛ زادهٔ ۲۹ مارس ۱۹۹۵) یک بازیکن بسکتبال اهل ایالات متحده آمریکا است.
از باشگاه‌هایی که در آن بازی کرده‌است می‌توان به آتلانتا هاکس، کلیولند کاوالیرز اشاره کرد.